# Abdij van Heiligkreuztal

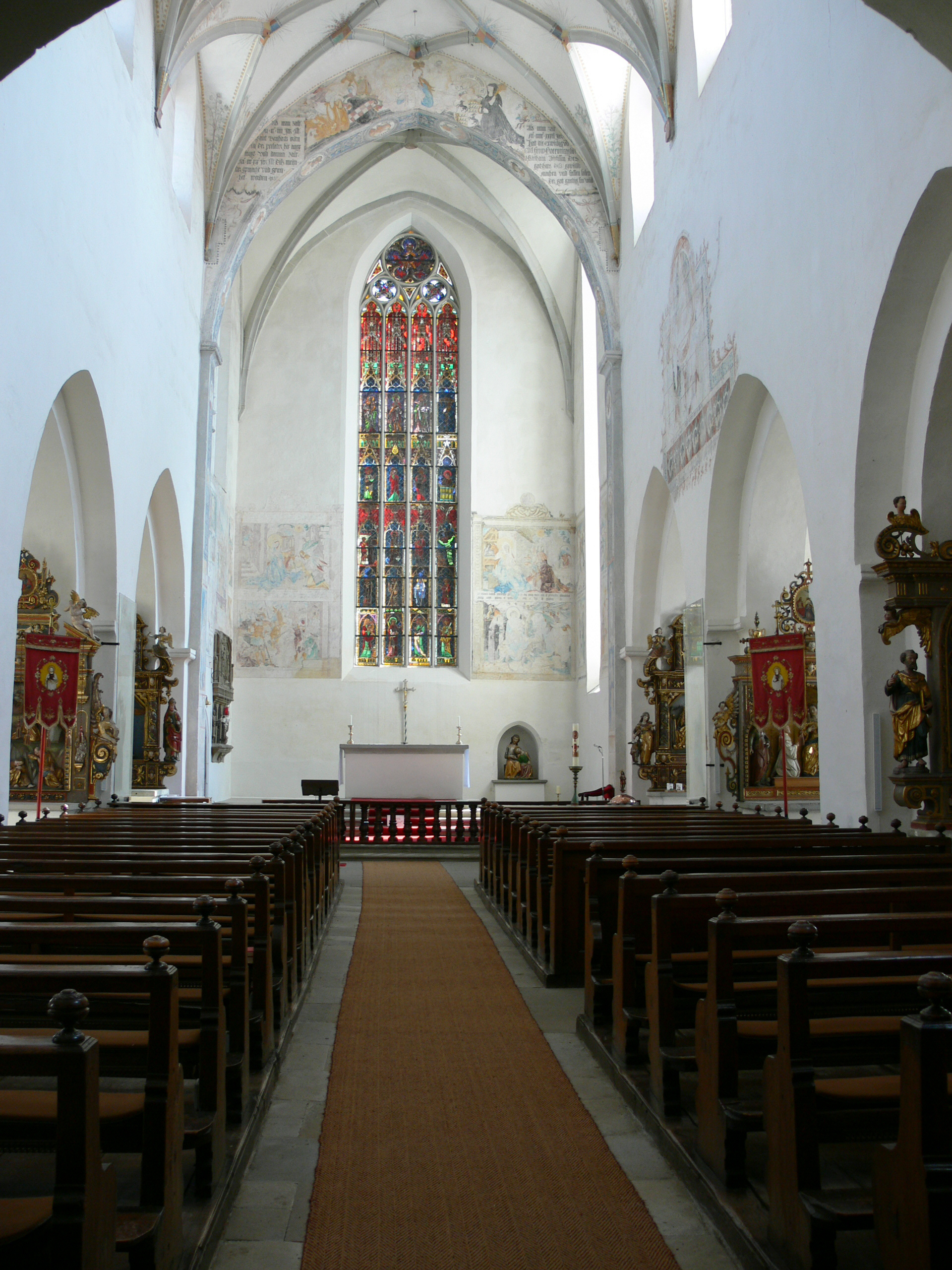
Interieur van de voormalige kloosterkerk

De Abdij van Heiligkreuztal was een cisterciënzer nonnenklooster  in Baden-Württemberg.
Het klooster te Heiligkreuztal ontstond in de eerste helft van de dertiende eeuw onder invloed van de cisterciënzer kardinaal Koenraad van Urach en abt Everhard II van Salem. Een groep zusters in Altheim verwierf in 1227 een landgoed in Wasserschaff en verlegden hun vestiging. De naam werd veranderd in Heiligkreuztal en in 1221 namen de zusters de cisterciënzer regels aan. In 1233 werd de congregatie in de Cisterciënzer Orde opgenomen ondanks de weerstand van de orde tegen het opnemen van vrouwenkloosters. Het klooster ontving pauselijke en keizerlijke privileges.
Het klooster verwierf een klein territorium van acht dorpen. Het graafschap Sigmaringen handhaafde echter haar hoge rechtsmacht en maakte aanspraak op de voogdij. Na een lange rechtsstrijd wist de abdij in 1719 vrij te komen van Hohenzollern-Sigmaringen. Het klooster bezat niet de landshoogheid, maar viel onder Voor-Oostenrijk. Bij de bestuurlijke reorganisatie van Voor-Oostenrijk in 1750 werd het ingedeeld bij het Oberamt Nellenburg.
Paragraaf 6 van de Reichsdeputationshauptschluss van 25 februari 1803 voegde de abdij bij het keurvorstendom Württemberg, waarna de abdij in 1804 werd opgeheven.
In paragraaf 8 van de Vrede van Presburg stond Oostenrijk het landgraafschap Nellenburg af aan Württemberg, zodat ook het grondgebied onder het gezag van Württemberg kwam.
Bezittingen:
- dorpen Heiligkreuztal, Andelfingen, Binzwangen, Ertingen, Friedingen, Hundersingen en Waldhausen
- de hoven Landau, Thalhof en Dollhof
- goederen en wijnbergen in Markdorf en Hechingen